# Johan Foubell
Johan Foubell var en bildhuggare verksam i Stockholm under 1700-talets första hälft. Tillsammans med Gottlob Rosenberg utförde han arbeten vid högaltaret för Katarina kyrka i Stockholm 1728. 